# 瑪麗埃塔 (密西西比州)
瑪麗埃塔（英語：Marietta）是位於美國密西西比州普蘭提斯縣的城鎮。

## 人口
根據2020年美國人口普查的數據，瑪麗埃塔的面積為4.61平方千米，皆為陸地。當地共有人口198人，而人口密度為每平方千米43人。